# Thymaris rufomaculatus
Thymaris rufomaculatus là một loài tò vò trong họ Ichneumonidae.